# Ibn Abdun
Ibn ‘Abdun, Muhammad Ahmad ‘Abdun al-TuyÌbÌ al-IsbÌlÌ, ¿Sevilla?, s. V H./XI C. – s. VI H./XII C. Jurista informador de la realidad económica, social y ético de los mercados urbanos musulmanes de la Sevilla durante el final del reino taifa y de los primeros años de la invasión almorávide.
La biografía de este escritor es prácticamente desconocida, parece que nació en Sevilla o en algún pueblo cercano, no se conoce el año de su nacimiento, sólo que fue coetáneo del Rey de la taifa de Sevilla Al-Mutamid, que reinó de 1068 a 1091, y en época almorávide por los comentarios despectivos que hizo en los  escritos conservados sobre ellos. Tampoco se conoce el año de su muerte, es posible que nunca saliera del Ándalus.

## Obra
Su importante y única obra fue un tratado hisba, o de ordenanzas para la actividad artesanal en los zocos titulada como ''Risala fil-Qada’ wa-l-hisba'' Epístola sobre el cadiazgo y el almotacenazgo. Es una de las 2 ordenanzas municipal conservadas en la península ibérica junto a la de Al - Saqali de Málaga , acerca de la legalidad y ética en el mercado de abastos y es generalmente conocida como Tratado de Ibn Abdun, el cual está destinado a los inspectores de mercado (zabazoques o almotacenes). Su objetivo era el sometimiento de la ley islámica de los comerciantes y artesanos musulmanes para poder así acabar con los fraudes.
Su tratado estaba dividido en tres partes; 1º-. dedicada a las instituciones de la sociedad musulmana, 2º-.  a los lugares importantes de la ciudad, la 3ª y última se ocupaba de los gremios de los artesanos y de los fraudes. El autor  hizo uso del vocabulario técnico andalusí añadió un gran valor a la obra, ya que la convirtió en una fuente muy rica de información sobre Sevilla en la época andalusí y de parte de sus ordenanzas municipales.
El manuscrito en árabe de este libro fue rescatado por el historiador francés Évariste Lévi-Provençal, quien lo tradujo y editó por primera vez en lengua francesa al publicarlo como Un document sur la vie urbaine et les corps de métiers à Séville au début du XII.e siècle: Le traité de Ibn Abdun, en Journal Asiatique CCXXIV (1934, pp. 177-299). 
En 1936 apareció una versión en italiano publicada por el profesor de la Universidad de Roma Francesco Gabrieli, titulada Il trattado censorio di Ibn 'Abdun sul buon governo di Siviglia, en Rendiconti delle Clase de Scienze morali, storische e filologiche de la Reale Academia Nacionale dei Linzei. Más tarde el mismo Lévi-Provençal volvió a publicarlo en francés, en 1947, aunque cambiándole el título: Séville musulmane au début du XII.e siècle: Le traité de Ibn Abdun sur la vie urbaine et les corps de métiers; traduit avec une introduction et des notes par E. Lévi-Provençal. 
En castellano está la versión traducida y adaptada por Emilio García Gómez, que, con el título de Sevilla a comienzos del siglo XII El tratado de Ibn 'Abdun, se publicó por ediciones Moneda y Crédito en 1948. Sobre esta versión se han publicado reediciones facsímiles.
Es de destacar el trabajo de Pedro Chalmeta en 1973  en el que es de destacar sus apreciaciones sobre los rasgos sicológicos y sociológicos de Ibn Abdún.
La mayor parte de su Tratado la dedica Ibn Abdún a recomendar medidas tendentes a evitar los fraudes y a realizar un control de calidad de los numerosos productos que se intercambian en los diferentes zocos, y, asimismo, a lograr una adecuada higiene en los artículos alimenticios para impedir así el desarrollo y la transmisión de enfermedades. Ibn Abdún, en el opúsculo  expone sus ideas acerca de cómo debían funcionar los mercados y comportarse las personas en sus relaciones comerciales. Las normas que figuran en esta obra son en realidad propuestas, que, según las creencias del autor, estaban encaminadas a lograr una actividad artesanal y comercial mejor que la existente en aquellos momentos. De la regulación propuesta por Ibn Abdún se deduce el género de vida que llevaban los individuos que se veían obligados a ganarse la vida con esfuerzo, bien fuera por cuenta ajena, o bien por cuenta propia cuando se ejercía un oficio más cualificado. Entre los últimos se incluyeron los comerciantes al por menor. Asimismo,  trata en el opúsculo cómo deben ejercerse las diferentes magistraturas en el mundo islámico, así como las limitaciones éticas a las que debían estar sometidos en el ejercicio de sus funciones los alguaciles y los agentes fiscales.
El propio Ibn Abdún manifestó por escrito que las materias que en el tratado contempló para regularlas era una mínima parte de las necesarias para  enmendar las nocivas prácticas comerciales y artesanales en aquel momento. Por lo que en su escrito se deja entrever, a través de la regulación de las actividades económicas, se deduce que la gente vivía  penuria, y debía esforzarse para su supervivencia.